# Сподњи Шемник
Сподњи Шемник (словен. Spodnji Šemnik) је насељено место у општини Загорје об Сави, Засавска регија, Словенија.

## Историја
До територијалне реорганизације у Словенији био је у саставу старе општине Загорје об Сави. Сподњи Шемник постоји као самостално насеље од 2008. године. Настао је издвајањем дела из насеља Шемник.

## Становништво
У попису становништва из 2011. године, Сподњи Шемник је имао 76 становника.
| Број становника према пописима |
| ------------------------------ |
| 2011                           |
| 76                             |

Напомена: Године 2008. настала издвајањем дела из насеља Шемник.